# Liste der Monuments historiques in Liernais
Die Liste der Monuments historiques in Liernais führt die Monuments historiques in der französischen Gemeinde Liernais auf.

## Liste der Objekte
| Bezeichnung | Beschreibung                                                                           | Standort                        | Kennzeichnung | Schutzstatus | Datum | Bild |
| ----------- | -------------------------------------------------------------------------------------- | ------------------------------- | ------------- | ------------ | ----- | ---- |
| Glocke (1)  | Bronze, 1743 gegossen                                                                  | in der Kirche St-Laurent (Lage) | PM21001378    | Classé       | 1943  |      |
| Glocke (2)  | Bronze, im 14. Jahrhundert gegossen; aus der Stiftskirche Ste-Trinité in Vic-sous-Thil | in der Kirche St-Laurent (Lage) | PM21001379    | Classé       | 1943  |      |